# بی‌بی پیک
بی‌بی پیک (به روسی: «Пиковая дама»؛ Pikovaya dama) یک داستان کوتاه با عناصر ماوراءالطبیعی ادبی است که توسط الکساندر پوشکین، نویسندهٔ اهل روسیه نوشته شده‌ است. این داستان یکی از آثار مشهور ادبی جهان است.
بستر این داستان تخیلی، درباره‌ی حرص و زیاده‌خواهی بشر است .
پوشکین این اثر را در پاییز سال ۱۸۳۳ در بولدینو ، به رشته‌ی تحریر درآورد ، و نخستین بار در سال ۱۸۳۴ در مجله‌ی ادبی (The Reader's Library (Biblioteka Dlya Chteniya منتشر کرد.
از این داستان تا به حال اقتباس‌های فراوانی شده است.
(۱۸۹۰) اپرای بی‌بی پیک اثر پیوتر ایلیچ چایکوفسکی 
La dame de pique (۱۸۵۰) اثر فرومنتال هالیوی 
(۱۸۶۴)La dame de pique اثر فرانتس فون سوپه

## خلاصه داستان
بیمارستان اوبوخوف در سنت پترزبورگ جایی است که هرمان (شخصیت اصلی داستان) در پایان داستان در آنجا بستری شد.
هرمان، جوانی آلمانی تبار، افسر مهندسی ارتش امپراتوری روسیه است. او دائما بازی قمار دیگر سربازان را تماشا می‌کند اما هرگز خودش بازی نمی‌کند. یک شب، تامسکی داستانی در مورد مادربزرگش که یک کنتس پیر بسیار ثروتمند است تعریف می‌کند. سال‌ها پیش در فرانسه، کنتس  ثروتی هنگفت را در بازیِ فارو (Faro: نوعی بازی با ورق) از دست داد. سپس با کمک کنت بدنام سن‌ژرمن و دانستن راز آن سه کارت طلایی برنده دوباره توانست ثروتش را برگرداند اما به کنت قول داد که بعد از دانستن راز آن سه کارت برنده به زندگی عادی خود باز گردد و دیگر هرگز بازی نکند. 
هرمان با شنیدن این داستان وسوسه می‌شود که راز آن سه کارت برنده را بداند اما تامسکی به او گوشزد می‌کند که کنتس پیر این راز را با هیچ‌کس حتی فرزندانش در میان نگذاشته و به زودی هم راز آن سه کارت برنده را با خود به گور می‌برد. اما هرمان تصمیم می‌گیرد به هر قیمتی شده به راز آن سه کارت پی ببرد و حتی وانمود کند که عاشق و دلباخته کنتس پیر است.
کنتس(که اکنون ۸۷ سال سن دارد) با دخترخوانده جوانش لیزاوِتا ایوانونا زندگی می‌کند، هرمان در ابتدا وانمود می‌کند که دلداده لیزاوِتای جوان شده و برای لیزاوِتا مرتب نامه‌های عاشقانه می‌فرستد تا دختر را متقاعد کند که او را به خانه‌اش راه بدهد. لیزاوِتا که از انگیزه هرمان بی‌خبر است شبانه برای هرمان نامه می‌نویسد در نامه اش راه مخفیانه واردشدن به خانه کنتس و اتاق خودش را به او یاد می‌دهد و قبل از رسیدن هرمان با کنتس پیر به مهمانی رقص می‌رود. 
هرمان مخفیانه به خانه کنتس می‌رود و به جای اتاق لیزاوِتا وارد اتاق کنتس شده و آنجا مخفی می‌شود. کنتس و دختر نیمه‌شب با درشکه به خانه می‌رسند و برای خواب آماده می‌شوند، هرمان خود را به کنتس پیر نشان می‌دهد و به او التماس می‌کند که راز آن سه کارت برنده را به او بگوید اما کنتس به پسر می‌گوید که این داستان یک شوخی بوده است. هرمان که حاضر به باورکردنِ این حرف نیست دوباره به پیرزن التماس می‌کند و خواسته‌اش را تکرار می‌کند اما جوابی نمی‌گیرد، در نهایت با تپانچه‌اش پیرزن را تهدید می‌کند و کنتس پیر از ترس می‌میرد.
هرمان سپس به اتاق لیزاوِتا فرار می‌کند و آنجا به دختر اعتراف می‌کند که با تپانچه‌اش پیرزن را در حد مرگ ترسانده اما در دفاع از خود می‌گوید که تپانچه‌اش پر نبوده است. لیزاوِتا بعد از شنیدن ماجرا به پسر کمک می‌کند تا از خانه فرار کند اما از فهمیدن اینکه عشق هرمان در واقع نقابی برای حرص و طمع او بوده متاثر و آزرده می‌شود.
هرمان در تشییع‌جنازه کنتس شرکت می‌کند و از دیدن جسد کنتس که در تابوت چشم گشوده و نگاهش را به او دوخته وحشت می‌کند. دیروقتِ همان شب، شبح کنتس ظاهر می‌شود، روح کنتس سه کارت مخفی و رازآمیز را نام می‌برد (سه، هفت، آسِ پیک)، و به او می‌گوید که باید هرشب فقط یک دست بازی کند و بعد از برد در بازیِ سوم هم دیگر بازی نکند. سپس به او می‌گوید که بعد از به‌دست‌اوردنِ ثروتِ هنگفت از قمار باید با لیزاوِتا ازدواج کند.
هرمان تمام پس‌انداز خود را به قمارخانه‌ی چکالینسکی می‌برد، جایی که مردان ثروتمند در بازیِ فارو برای به‌دست‌آوردن پول‌های هنگفت قمار می‌کنند.  شب اول، او تمام پولش را روی «سه» شرط می‌بندد و برنده می‌شود. شب دوم، روی «هفت» شرط می‌بندد و برنده می‌شود.  شب سوم، روی پیک شرط می‌بندد  اما وقتی کارت‌ها نشان داده می‌شوند، متوجه می‌شود که به جای آس پیک، روی بی‌بیِ پیک شرط‌بندی کرده است و همه پول‌هایش را از دست می‌دهد. وقتی ملکه به نظر می‌رسد که از نقشِ روی ورق به او چشمکی می‌زند، هرمان از شباهت قابل توجه بی‌بی پیک و کنتس پیر شگفت‌زده می‌شود و وحشت‌زده فرار می‌کند.
پوشکین در پایان خلاصه شده داستان می‌نویسد که لیزاوِتا با پسر مباشر کنتس ازدواج می‌کند و شوهر لیزاوِتا یک کار دولتی با حقوق بالا دست و پا می‌کند. هرمان بعد از آن اتفاق دیوانه شده و در آسایشگاه روانی اوبوخوف در اتاق ۱۷ بستری شده است. به هیچ سوالی پاسخ نمی‌دهد و تنها با سرعت دیوانه‌واری زمزمه می‌کند:
"سه، هفت، پیک! سه هفت بی‌بی پیک!"